# Ana María Matute
Ana María Matute (ur. 26 lipca 1925 w Barcelonie, zm. 25 czerwca 2014 tamże) – hiszpańska prozaiczka, teoretyczka i krytyczka literacka. Pisała zarówno dla dorosłych, jak i dla dzieci. 
Początkowo uczyła w szkole przyklasztornej, następnie prywatnej. Dość wcześnie zaczęła pisać i sama ilustrować swoje utwory. Pierwszą powieść, Mały teatr (Pequeño teatro) napisała w wieku 17 lat, chociaż wydała 11 lat później. Otrzymała za nią Premio Planeta (1954).
Jej książki przekładane są na wiele języków.
IBBY dwukrotnie wyróżniło jej twórczość dla dzieci Nagrodą im. Hansa Christiana Andersena – w 1970 i 1972.
W 2010 otrzymała Nagrodę Cervantesa. W 1996 została członkiem Królewskiej Akademii Hiszpańskiej.

## Twórczość
- 1948 – Ablowie (Los Abel)
- 1956 – Kraj tabliczki mnożenia (El pais de la pizzara)
- 1960 – Paulina, świat i gwiazdy (Paulina, el mundo y las estrellas)
- 1961 – O zielonym koniku polnym (Il saltamonte verde)
- 1965 – Pasażer na gapę z pokładu "Ulissesa" (El polizón del "Ulisses")
- 1968 – Kilku chłopców (Algunos muchachos)
- 1972 – Carnavalito (Carnavalito)
- 1972 – Czeladnik (El Aprendiz)
- 1976 – Wieża strażnicza (La torre vigia)